# ESPN Inc.
ESPN Inc. é um conglomerado de mídia multinacional esportivo americano de propriedade majoritária da The Walt Disney Company, com a Hearst Communications como acionista. Para fins de gerenciamento e relatórios financeiros, a empresa é a principal entidade dentro do segmento ESPN and Sports Content da Disney.
Liderado por James Pitaro, possui e opera variantes de televisão a cabo e satélite locais e globais da ESPN, ESPN Radio, ESPN.com e outros empreendimentos relacionados.
Comumente e coloquialmente comercializado como o "Líder Mundial em Esportes", a programação em suas redes de televisão inclui transmissões de eventos esportivos ao vivo ou com atraso de fita e programação relacionada a esportes, incluindo talk shows e séries e filmes de documentários originais.

## História
A ESPN Inc. foi fundada em 1979 por Bill Rasmussen, inicialmente como uma tentativa de transmitir esportes de Connecticut por meio de um canal a cabo "Entertainment and Sports Programming Network" (ESPN), e logo se tornou uma rede nacional de esportes a cabo. Pouco depois de ser demitido como diretor de comunicações do New England Whalers da Associação Mundial de Hóquei em 1978, Rasmussen concebeu um plano para produzir eventos esportivos de Connecticut para sistemas de cabo de Connecticut. Com seu filho, Scott, eles foram além disso, considerando factível um canal nacional de esportes. A RCA tinha um satélite subutilizado e estava pressionando por clientes. Achando mais barato por hora alugar um transponder de satélite em tempo integral, em vez de 5 horas por dia, os Rasmussen mudaram seus planos de criar um canal de esportes em Connecticut para criar uma rede nacional de TV a cabo.
Em 7 de fevereiro de 1979, Bill Rasmussen conseguiu que a NCAA concordasse, em princípio, em conceder à ESPN direitos de transmissão para esportes da NCAA. No dia seguinte, na exposição Texas Cable Show, ele conseguiu atrair empresas de TV a cabo. Um contrato de publicidade com a Anheuser-Busch estava em negociações na época, e a Getty Oil entrou a bordo como sua principal fonte de capital. Em 1979, Rasmussen comprou o primeiro acre de terra para a sede da ESPN em Bristol, Connecticut. Com um plano de pagamento razoável em julho de 1979, Rasmussen alugou o transponder Satcom 1 da RCA usando seu cartão de crédito. A Anheuser-Busch tornou-se um grande patrocinador, assinando um contrato publicitário de US$ 1,4 milhão, um recorde na época. A Getty Oil investiu US$ 10 milhões na ESPN obtendo o controle acionário em 1979.
Em 7 de setembro de 1979, o canal a cabo ESPN entrou no ar, com 24 horas de programação nos finais de semana e horário limitado durante a semana. 625 afiliados do sistema de cabo foram inscritos no lançamento e eles tinham um total de um milhão de domicílios inscritos (de 20 milhões de domicílios com cabo). O primeiro jogo do canal apresentou o Milwaukee Schlitz e o Kentucky Bourbons no jogo decisivo da série do campeonato da American Professional Slo-Pitch League.
Em 1980, a empresa foi nomeada em um processo de divórcio no Texas. A inauguração de sua sede ocorreu um ano antes. A transmissão em tempo integral começou em setembro de 1980. A programação adicional na época incluía lutas de boxe semanais.
O presidente da NBC Sports, Chet Simmons, foi contratado para ajudar a administrar o canal a cabo. Simmons e Rasmussen estavam em desacordo, com os executivos da Getty Oil ficando do lado de Simmons. No final de 1980, Rasmussen foi afastado do cargo de presidente da empresa pelo executivo da Getty Oil da ESPN, Stuart Evey, relegando-o a um papel cerimonial. Rasmussen saiu em 1981 e vendeu suas ações restantes em 1984.
Investindo outros US$ 15 milhões na empresa e sem lucros esperados tão cedo, a Getty usou o consultor de gerenciamento McKinsey & Co. para avaliar o futuro da ESPN. O principal consultor da McKinsey era Roger Werner, que imaginou que com outros US$ 120 milhões e cinco anos a ESPN se tornaria uma empresa lucrativa. Werner logo foi contratado pela ESPN como vice-presidente de finanças, administração e planejamento e desenvolveu um novo plano de negócios. Werner desenvolveu uma nova fonte de receita além da publicidade, iniciando taxas revolucionárias de afiliados pagas pelas operadoras de cabo por número de assinantes a partir de 6 centavos. Entre o fechamento da CBS Cable em outubro de 1982 e o novo CEO, Bill Grimes, eles convenceram a maioria dos provedores de cabo relutantes a pagar. Em 1985, a taxa era de 10 centavos.
A ESPN era o maior canal a cabo no final de 1983, com 28,5 milhões de residências. Também em 1983, a empresa começou a distribuir programação fora dos Estados Unidos. A Getty Oil, a Anheuser-Busch e a NCAA se envolveram com o novo canal a cabo. Em 1984, a rede de televisão norte-americana ABC adquiriu o controle acionário da empresa. A ABC posteriormente se fundiu com a Capital Cities Communications, e a empresa combinada foi comprada pela The Walt Disney Company em 1995.

### Multicanal
A ESPN começou a se expandir para outros países e canais adicionais. A unidade ESPN International foi formada em 1988 para iniciar canais em outras nações, começando com a ESPN América Latina em 1989. Em 1992, a ESPN Asia foi lançada. A ESPN fez parceria com a TF1 e o Canal+ para uma renovação do Eurosport para entrar na Europa.
A RJR Nabisco vendeu sua participação de 20% na ESPN para a Hearst Corporation. Werner renunciou ao cargo de CEO e presidente em outubro de 1990 para outro cargo de CEO esportivo. Steve Bornstein o substituiu no cargo de CEO, passando do segundo cargo de vice-presidente executivo responsável pela programação e produção.
Com a ABC Radio Network, a empresa iniciou a ESPN Radio Network em 1991 com programação de 16 horas por semana. A divisão de programação esportiva da Ohlmeyer Communications foi comprada em março de 1993. A ESPN lançou o ESPN2 em 1 de outubro de 1993 às 19h30. O canal na época tinha como alvo pessoas de 18 a 34 anos. Em 1994, a ESPN adquiriu a Creative Sports e da Dow Jones uma participação de 80% na SportsTicker.
Em 1997, a ESPN adquiriu a Classic Sports Network.
Em 2006, a ESPN adquiriu a North American Sports Network (NASN). Foi renomeado como ESPN America em 1 de fevereiro de 2009.
Em fevereiro de 2016, ESPN e Tencent chegaram a um acordo de colaboração. O conteúdo da ESPN seria localizado e distribuído exclusivamente e promovido pelas plataformas digitais da Tencent na China, incluindo jogos de basquete universitário, os X Games e uma seção da ESPN no QQ.com. Em agosto de 2016, a Disney comprou uma participação de 1/3 na BAMTech por US$ 1 bilhão da MLB Advanced Media com a opção de comprar uma participação majoritária, que posteriormente exerceu e agora possui 85%. A Disney comprou a participação para primeiro desenvolver um serviço de streaming por assinatura da marca ESPN, mais tarde denominado ESPN+.

## Executivos
- James Pitaro – Presidente, ESPN and Sports Content
  - Chara-Lynn Aguiar – Vice-Presidente Sênior, Estratégia e Gabinete do Presidente
  - Sonia Coleman – Vice-Presidente Sênior, Recursos humanos
  - Eleanor "Nell" DeVane – Conselheiro Chefe
  - Stephanie Druley – Vice-Presidente Executivo, Produção de Eventos e Estúdio
    - Mike Shiffman – Vice-Presidente Sênior, Produção

  - Thomas Hennessy – Vice-Presidente Sênior, Finanças
  - Rob King – Editor-Chefe Executivo, Projetos Especiais
  - Chris LaPlaca – Vice-Presidente Sênior, Comunicações Corporativas
  - Burke Magnus – Presidente, Programação e Conteúdo Original
    - Brian Lockhart – Vice-Presidente Sênior, Conteúdo Original ESPN+ e ESPN Films
    - Freddy Rolón – Vice-Presidente Sênior, Programação e Agendamento

  - Tina Thornton – Diretor de Operações de Conteúdo e Ambiente Criativo
  - Mark L. Walker – Diretor de Desenvolvimento e Inovação de Negócios Esportivos
    - Raina Kelley – Vice-Presidente e Editor-Chefe, Andscape

  - Norby Williamson – Vice-Presidente Executivo, Produção de Eventos e Estúdios e Editor Executivo
    - Nate Ravitz – Vice-Presidente Sênior, Conteúdo Digital
    - Maria Soares – Vice-Presidente Sênior, Estratégia de Produção e Conteúdo

## Ativos

### Televisão
- ACC Network (2019–presente)
- ESPN (1979–presente)
- ESPN International (1989–presente)
- ESPN2 (1993–presente)
- ESPNews (1996–presente)
- ESPN Classic (1997–2021)
- ESPN PPV (1999–presente)
- ESPN Films (2001–presente)
- ESPN Deportes (2004–presente)
- ESPNU (2005–presente)
- ESPN Goal Line & Bases Loaded (2010–2020)
- ESPN Events, também chamado de ESPN Regional Television
- Longhorn Network (2011–presente, joint venture com Universidade do Texas em Austin e IMG College)
- SEC Network (2014–present)

### Rádio
- ESPN Radio (1992–presente)
- ESPN Deportes Radio (2005–2019)
- ESPN Xtra (2008–presente)
- LRI710 ESPN 107.9 (2010–presente)
- KRDC (desde 2021)

### Internet
- ESPN.com (1993–present), site principal
- ESPN3 (2005–presente), conhecido como ESPN360.com de 2005–2010
- ESPN Motion (2003–presente), vídeo de banda larga
- WatchESPN (2011–2019), conhecido como ESPN Networks de 2010–2011
- ESPN+ (2018–presente), serviço de streaming por assinatura disponível nos EUA
- Star+ (2021–presente) serviço de streaming por assinatura disponível na América Latina
- ESPN Player,[19][20] serviço de streaming por assinatura disponível em mercados internacionais selecionados
- Andscape (anteriormente The Undefeated),[21] se descreve como “a principal plataforma para explorar as interseções de raça, esportes e cultura[22]
- espnW.com, focando nas mulheres
- ESPN.mobi, site móvel
- ESPN Deportes.com, língua espanhola
- ESPN FC, futebol, anteriormente ESPN Soccernet
- ESPNF1.com, Fórmula 1
- ESPNcricinfo, críquete
- ESPNScrum.com, rugby union
- EXPN.com, esportes extremos
- ESPNBoston.com, opera em conjunto com a WEEI AM de propriedade da Entercom
- ESPNChicago.com, o site do WMVP da Good Karma Brands (antiga ESPN O&O)
- ESPNCleveland.com, site conjunto para WKNR e WWGK, de propriedade da Good Karma Brands
- ESPNDallas.com
- ESPNLosAngeles.com
- ESPNNewYork.com, site conjunto para WEPN-FM de propriedade da Emmis Communications e WEPN (AM) de propriedade da Good Karma Brands (antiga ESPN O&O)
- ESPNWisconsin.com, site conjunto para WAUK/Waukesha-Milwaukee e WTLX/Monona-Madison, de propriedade da Good Karma Brands

### Canadá
De acordo com as regras da Comissão de Radiodifusão e Telecomunicações Canadenses em relação às emissoras estrangeiras, a ESPN foi proibida de adquirir a propriedade majoritária de qualquer canal operando no Canadá. Em vez disso, a ESPN fez parceria com várias empresas canadenses para formar um consórcio privado chamado NetStar Communications em 1995, que então adquiriu as redes esportivas TSN e RDS. Esses parceiros canadenses venderam suas ações em 2001 para a CTV Inc. (agora Bell Media). A ESPN continua a possuir 20% do que agora é a CTV Specialty Television, enquanto a Bell Media possui os 80% restantes.
Os canais de esportes de propriedade da subsidiária CTV Specialty Television:
- TSN – cinco feeds
- RDS
- RDS2
- RDS Info
- ESPN Classic

Por meio da CTV Specialty Television, a ESPN também tem participação indireta em vários canais operados em parceria com a Discovery Communications, mas não se acredita que a ESPN esteja diretamente envolvida nessas operações.

### Reino Unido
Em 2006, a ESPN adquiriu a North American Sports Network (NASN), posteriormente renomeada como ESPN America em 2008. A ESPN lançou um canal doméstico no Reino Unido depois de adquirir uma parte do pacote de direitos locais para a Premier League ao lado da Sky Sports, substituindo o agora falido Setanta Sports. O contrato durou da temporada 2009–10 até a temporada 2012–13. No entanto, em 2012, a rede começou a perder muitos de seus principais direitos esportivos, incluindo a Premier League, para o BT Group.
Em 25 de janeiro de 2013, a ESPN fechou um acordo para vender seu negócio de televisão no Reino Unido e na Irlanda, incluindo os direitos de programação da ESPN America, para o BT Group. O canal ESPN no Reino Unido foi colocado sob o controle da BT Sport, enquanto o ESPN Classic e o ESPN America fecharam. A ESPN continua a operar propriedades digitais visando o Reino Unido, incluindo seus sites ESPN.co.uk, ESPN FC, ESPNcricinfo e ESPNscrum. Dois anos depois, a ESPN fechou um acordo de longo prazo com a BT Sport pelos direitos britânicos da programação original da ESPN e dos direitos de eventos internacionais.

### Outros
- ESPY Awards (1993–presente)
- ESPN The Magazine (1998–2019)
- The ESPN Sports Poll (1994–presente)
- ESPN Broadband (2002–presente)
- ESPN Books (2004–presente)
- ESPNU.com (2005–presente)
- ESPN Deportes La Revista (2005–presente)
- ESPN Integration (2006–presente)
- ESPN Online Games (2006–presente)
- ESPN Wide World of Sports Complex (2010–presente)
- Jogos de futebol universitário de propriedade da ESPN Events
- X Games (1995–presente)
- ESPN The Games (1999–2002), joint venture com Konami e Disney Interactive[31]
- ESPN Videogames (2003–2005), joint venture com Sega[32]